# 耶尔特斯镇
耶尔特斯镇是西班牙卡斯蒂利亚-莱昂萨拉曼卡省的一个市镇。 总面积37平方公里，总人口229人（2001年），人口密度6人/平方公里。